# Nikola Mazur
Pour les articles homonymes, voir Mazur.
Nikola Mazur est une patineuse de vitesse sur piste courte polonaise.

## Biographie
Nikola Mazur naît le 5 novembre 1995 à Bialystok.
En septembre 2021, elle est championne de Pologne au classement général, devant sa coéquipière Kamila Stormowska et Patrycja Maliszewska.
Elle participe aux épreuves de patinage de vitesse sur piste courte aux Jeux olympiques de 2022 sur le 500 mètres, ainsi que sur les relais féminin et mixte.